# Gabriel Ulldahl
Gabriel Ulldahl, född 1988, är en svensk badmintonspelare. Ulldahl spelar för IFK Umeå, tidigare för Göteborgsklubben Påvelunds Tennis och Badmintonklubb, men började sin karriär i Vänersborg. Han har bland annat vunnit två SM-guld i U15 där i singel och mixed, Ulldahl har även kommit etta i SBGP vid mer än ett tillfälle, både singel och dubbel. Dessutom blev han 2008 utsedd till årets manlige junior. Ulldahl är klassad som senior elit, vilket är den högsta nivå man kan nå som badmintonspelare. Ulldahl hamnade dessutom på en andra plats i junior-EM 2007, efter en tresetsmatch mot dansken Mads Conrad. I februari 2013 blev Ulldahl sverigemästare i herrsingel före EM-tvåan Henri Hurskainen. Gabriel Ulldal vann herrsingel i svenska mästerskapen även 2015, 2016 och 2018.